# 薛氏女
薛氏女（?—?），朝鲜半岛新罗栗里民家女子。
薛氏雖寒門單族，但是相貌端正，志行脩整，見到的人無不羡慕，而不敢侵犯。真平王時，其父年老，秋天當到正谷防外敌入侵。女儿以父年老有病，不忍遠別，又恨自己是女儿身不得代行，徒自愁悶。沙梁部少年嘉實，雖然貧穷背驼，但是个養志貞男子，曾经看到薛氏之美，而不敢言。听说薛氏憂虑老父從軍，于是对薛氏说：“我雖一懦夫，也曾以志氣自許，願以不肖之身，代令尊服役。”薛氏很高兴，告知父亲。父亲見嘉實：“听说公想要代替我这个老人服役，不勝欢喜和害怕，想要報答，如果公不見棄，願推薦幼女嫁给你。”嘉實再拜：“非敢奢望，但是我之所願。”於是，嘉實离开請定婚期。薛氏说：“婚姻是人之大倫，不可仓促。妾既以心許，有死無改，願君赴防。交接回来，然後卜日成婚，也不晚。”于是取鏡子分开，各執一半：“此作为信物，日後當合。”嘉實指着自己一匹馬，对薛氏说：“这是天下良馬，後必有用。现在我走了，無人養它，請留下来用吧。”于是辭行。
后来國家有事，不派人交接，嘉實六年未還。父亲对女儿说：“开始以三年爲期，现在过了。你可嫁给他人。”薛氏说：“之前为了父親，勉强與嘉實婚約。嘉實相信了，所以多年從軍，飢寒辛苦。況迫賊境，手中不放下兵器，如近虎口。如果棄信食言，豈是人情乎？我不敢從父之命，請不要再说。”其父年老，因为女儿大了没有出嫁，想要强行嫁人，偷偷地和邻里婚約，定下日子嫁人。薛氏坚决抗拒，想要逃走未果。到马廐，見嘉實所留馬匹，叹息流淚。於是嘉實交接归來，形容枯槁，衣裳藍縷，家人不认得，以为是別人。嘉實把破鏡拿出来，薛氏得到哭泣，随后成婚，與之偕老。